# 摘要
摘要（Abstract）是指簡潔準確記述重要內容，正確無誤地摘錄出來，不作主觀解釋和評論，使讀者於最短的時間內以掌握內容。得知原著的大意。摘要的主要功用，是要節省讀者的時間，能於短時間內，得知多種資料的大要，並據以決定是否要閱讀原文，為參考工具書的一種。
又分為「報導性摘要informative abstract」、「指示性摘要indicative abstract」以及兩者兼具。
報導摘要完整說明原文內容，可代替原文，不需再讀原文；指示摘要介紹研究主題、範疇、方法及結論；第三種摘要介於兩者之間。